# Ime obdobja (Kitajska)
Imena obdobij kitajske zgodovine so imena, ki so jih uporabljale različne kitajske dinastije in režimi za označevanje in številčenje let. Prvi monarh, ki je privzel poimenovanje obdobij je bil cesar Vu iz Hana leta 140 pr. n. št. Njegov sistem je postal in ostal uradna metoda za prepoznavanje in številčenje let do ustanovitve Republike Kitajske leta 1912, ko ga je nadomestil koledar Republike Kitajske. Sistem imen obdobij so zaradi političnega in kulturnega vpliva Kitajske privzele tudi Koreja, Japonska in Vietnam.

## Opis
Imena kitajskih zgodovinskih obdobij so bila namenjena označevanju in številčenju let. Imena so bila gesla ali slogani, ki jih je izbral vladajoči monarh, in so običajno odražala takratno politično, gospodarsko in/ali družbeno stanje v državi. Ime prvega obdobja, ki ga je razglasil cesar Vu iz Hana, na primer, se glasi Džjanjuan  (dobesedno "določanje izvora") in odraža cesarjev status v tistem času. Podobno je ime obdobja Džjandžongdžingguo (dobesedno "vzpostavitev zmerne in miroljubne države"), ki ga je uporabil cesar Hujdzong iz Songa in kaže na Hujdzongovo namero ublažiti rivalstvo med konservativnimi in naprednimi strankami glede političnih in družbenih reform.
Postopek razglasitve imena obdobja se v tradicionalnih kitajskih zgodovinskih besedilih imenuje džjanjuan. Zamenjava obstoječega imena obdobja z novim, se je imenovala  gajjuan (dobesedno "sprememba izvirnega (imena)"). Z uvedbo novega obdobja se je štetje let začelo z ena in prvi dan novega koledarskega leta povečalo za ena. Absolutno število let se je izračunalo tako, da se je število let v obdobju prištelo k prvemu letu: peto leto obdobja Daje (dobesedno "veliko prizadevanje"), na primer, je bilo leto 609, ker se je obdobje začelo z letom 605. 
Število let obdobja se je vedno povečalo za ena na prvi dan novega koledarskega obdobja ne glede na mesec, v katerem mesecu je bilo ime sprejeto. Cesar Dajdzong iz Tanga, na primer, je prvo leto Dalija razglasil v enajstem mesecu kitajskega koledarja leta 766, zato je prvo leto Dalija trajalo samo dva meseca. Drugo leto se je začelo na prvi dan naslednjega koledarskega leta. 
Ko se je novi monarh povzpel na prestol, je lahko takoj razglasil novo obdobje ali pa prevzel ime obdobja svojega predhodnika. Obdobje Vutaj (dobesedno "vzvišeni bojevnik") cesarja Šjaominga iz Severnega Veja je cesar Šjaodžuang iz Severnega Veja po prevzemu prestola takoj zamenjal z obdobjem Dždžandži (dobesedno "vzpostavljanje pravičnosti"). Po drugi strani se je obdobje Tjanšjan (dobesedno "nebeški namen"), ki ga je razglasil  cesar Tajdzu iz Liaa, nadaljevalo tudi pod cesarjem Tajdzongom. 
V kitajski zgodovini so se številna imena obdobij uporabila večkrat. Ime Tajping (dobesedno "veliki mir") se je uporabilo vsaj sedemkrat. V takih primerih so kitajski viri pred ime obdobja pogosto dodali ime dinastije ali vladarja. 
Večina kitajskih imen obdobij je bila sestavljena iz dveh pismenk, vendar so obstajala tudi imena s tremi, štirimi in šestimi pismenkami.  
Imena obdobij so bila simboli politične ortodoksnosti in legitimnosti, zato je večina kitajskih monarhov ob ustanovitvi nove dinastije razglasila novo obdobje. Uporniški voditelji, ki so si prizadevali za vzpostaviti neodvisnost in legitimnost, so razglašali imena svojih obdobij. Vazalne in podrejene države cesarske Kitajske so uradno sprejele ime obdobja vladajočega kitajskega monarha kot znak podrejenosti. Ta praksa se je imenovala feng dženg šuo (dobesedno "po prvem mesecu v letu in prvi dan v mesecu").

## Zgodovina
Cesar Vu iz Hana običajno velja za prvega vladarja, ki je razglasil ime obdobja. Pred tem so kitajski monarhi za identifikacijo in številčenje let do leta  140 pr. n. št. uporabljali sisteme čjanjuan, džongjuan in hovjuan. 
Pred dinastijo Ming so kitajski vladarji med svojimi vladavinami običajno spreminjali imena obdobij, se pravi da so imele njihove vladavine več obdobij. Cesar Šuan iz Hana, na primer, je med svojo vladavino uporabljal skupno sedem imen obdobij. 
Cesar Hongvu je uvedel tradicijo samo enega imena obdobja za enega monarha, kar se je imenovalo ji ši ji juan dži, dobesedno "sistem enega obdobja za eno vladavino". V skladu s to tradicijo se sodobni zgodovinarji pogosto sklicujejo na monarhe dinastij Ming in Čing kar z imenom njihovega obdobja. Med pomembne izjeme v tej tradiciji "enega imena" spadajo Džu Čidžen in Ajsin Gioro Hong Taidži z dvema imenoma in Ajsin Gioro Puji s tremi imeni. 
Z ustanovitvijo Republike Kitajske leta 1912 je sistem imen obdobij nadomestil koledar Republike Kitajske, ki je še vedno v uradni rabi na Tajvanu in otokih Penghu, Kinmen in Matsu. Čeprav koledar Republike Kitajske ni ime obdobja, temelji na sistemu imen obdobij cesarske Kitajske. Številni poskusi ponovne vzpostavitve monarhične vladavine na Kitajskem so povzročili razglasitev dodatnih imen obdobij po ustanovitvi republike, vendar so bili ti režimi in z njimi povezana imena obdobij kratkotrajni. 
Koncept imena obdobja sta sprejela tudi sosednja Koreja in Vietnam sredi 6. stoletja in Japonska sredi 7. stoletja. Zanimivo je, da Japonska še danes uradno uporablja imena obdobij.

## Primerjava kitajskega in zahodnega sistema datiranja
Sistem obdobij je tradicionalen sistem datiranja, ki ohranja kitajsko in japonsko kulturo, v vsakdanjem življenju pa povzroča težave. Za narode, ki sistema ne poznajo, je relativno nesmiseln. Republika Kitajska  in Japonska priznavata samo dokumente, datirane po sistemu obdobij, kar pa za mednarodne sporazume seveda ne velja. 
Tradicionalen sistem datiranje tudi na domačem prizorišču lahko predstavlja težke dileme. Na Japonskem je na primer težko slediti starosti ljudi, rojenih v prejšnjem obdobju. Republika Kitajska (Tajvan) in Japonska sta zato delno privzeli gregorijanski koledar, v katerem je laže izslediti nekatere datume, na primer 29. februar. 
Na Japonskem se je tudi teoretično težko sklicevati na prihodnje datume, saj je nemogoče predvideti, kako dolgo bo cesar živel. V praksi se za  dokumente, kot so na primer vozniška dovoljenja in dolgoročne najemne pogodbe, tega ne upošteva. 
Na Kitajskem in drugod se na gregorijanski koledar gleda kot na nekaj krščanskege  in obliko kulturnega imperializma, vsiljenega  drugim civilizacijam. Z globalizacijo postaja gregorijanski koledar vedno bolj sprejemljiv na tudi na Japonskem in v Republiki Kitajski. 
Sodobni raziskovalci zgodovine se ne ozirajo na imena obdobij, razen za podporo drugim argumentom. Večina kitajskih slovarjev ima obsežen seznam imen obdobij, medtem ko je v knjižnicah mogoče najti knjižice z zelo podrobnimi seznami.